# 夙川車站
夙川站（日语：／ Shukugawa eki */?）位於兵庫縣西宮市相生町，是阪急電鐵的車站，神戶本線和甲陽線可在此站轉乘，而本站也是甲陽線的始發站。車站編號為HK-09。
2006年10月28日起，所有的列車皆會停靠本站。
2003年入選第四回近畿車站百選。

## 歴史
- 1920年（大正9年）7月16日 - 隨阪急神戶本線的全線開通而開始營業[3]。
- 1924年（大正13年）10月1日 - 甲陽線開始營運[3]。
- 1943年（昭和18年）10月1日 - 由於公司合併，成為京阪神急行電鐵的車站[3]。
- 1973年（昭和48年）4月1日 - 由於公司名變更，成為阪急電鐵的車站[3]。
- 1987年（昭和62年）12月14日 - 快速急行列車開始停靠本站。
- 1995年（平成7年）
  - 1月17日 - 由於阪神大地震的關係，停止營運。車站南方的五層樓建築「夙川阪急大樓」倒塌。
  - 3月1日 - 甲陽線全線復駛[3]。
  - 4月7日 - 神戶本線的本站 - 岡本站間復駛[3]。往返於此區間內的普通列車開始營運。
  - 6月1日 - 岡本站 - 御影站間復駛[3]。往返於本站 - 神戶高速鐵道新開地站之間的普通列車開始營運。
  - 6月12日 - 西宮北口站 - 本站間復駛。阪急神戶線全線開通[3]。
- 2003年（平成15年）3月27日 - 新設兩台電梯，廁所改建工程竣工。
- 2006年（平成18年）10月28日 - 隨著JR神戶線的櫻花夙川站開始營運，為了與其競爭。特急和通勤特急開始停靠本站。[4]。
- 2007年（平成19年）
  - 2月8日 - 新服務中心完工，開始營業。
  - 4月27日 - 成城石井、FREDS CAFE STATION開店。
- 2013年（平成25年) 12月21日 - 導入車站編號[5][6]。

## 車站結構
本站為地面車站。神戶本線為側式月台2面2線，甲陽線則是側式月台1面1線。神戶本線往大阪方向月台的北側，和甲陽線的月台垂直。曾經甲陽線也是2線，但之後西側的線路撤掉，改建服務中心及商店（成城石井、FREDS CAFE STATION咖啡店）。
車站南北兩側都有驗票口，但只有南驗票口有站務員。
洗手間位於 2 號和 3 號月台的中間。

### 月台配置
| 月台   | 路線     | 方向 | 目的地                                    |
| ------ | -------- | ---- | ----------------------------------------- |
| 1（4） | 神戶本線 | 下行 | 往 神戶（三宮）、六甲、新開地、山陽電鐵線 |
| 2（5） | 神戶本線 | 上行 | 往 大阪梅田、西宮北口、京都河原町、寶塚   |
| 3      | 甲陽線   |      | 往 苦樂園口、甲陽園                       |

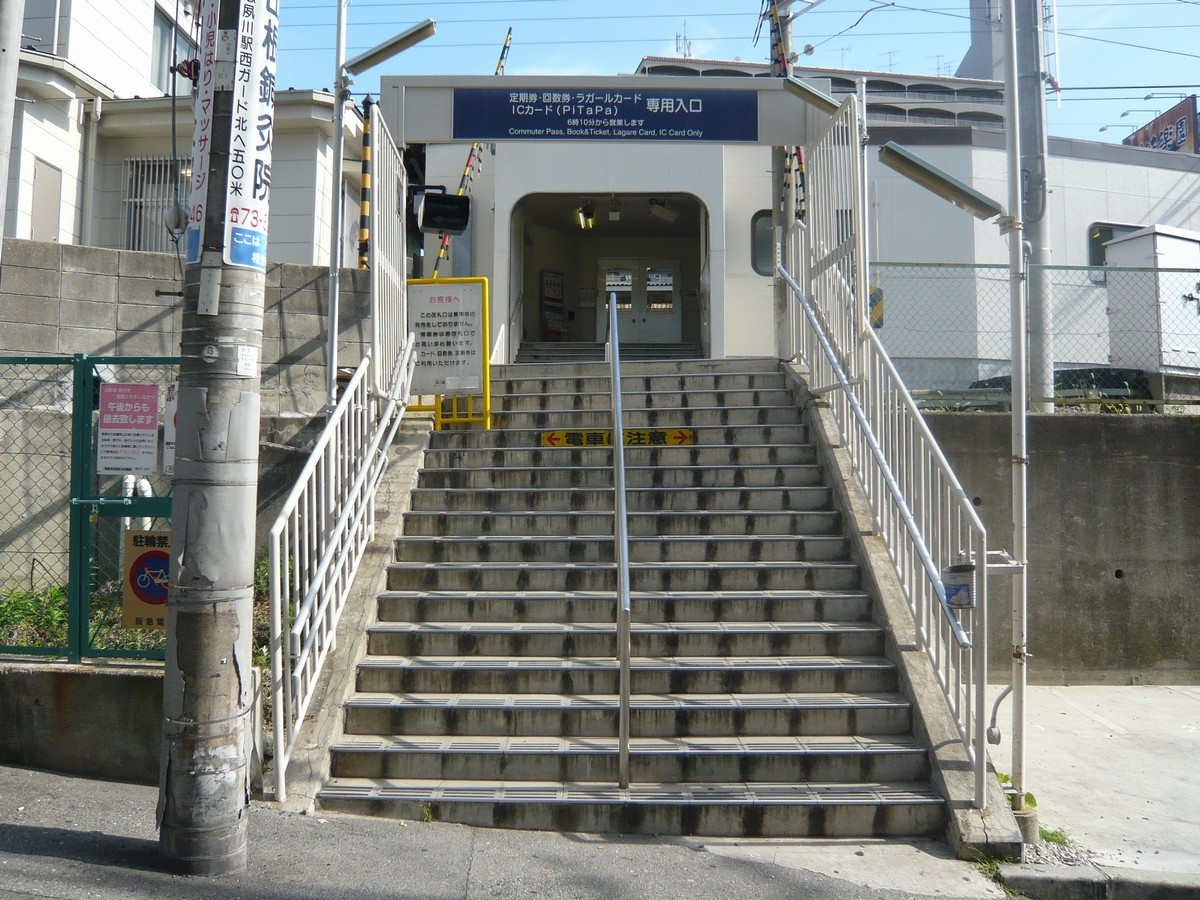
北口
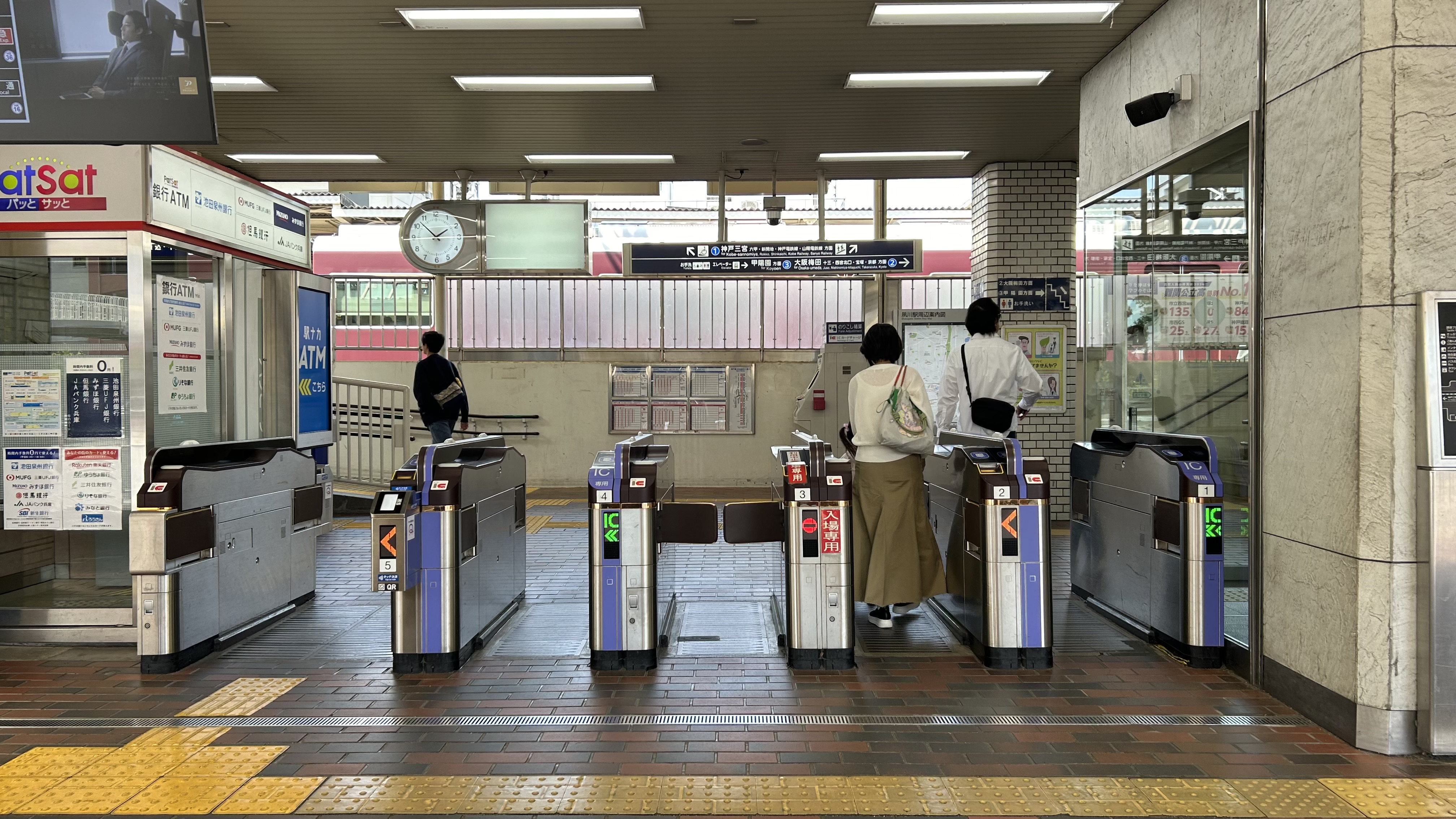
南檢票口
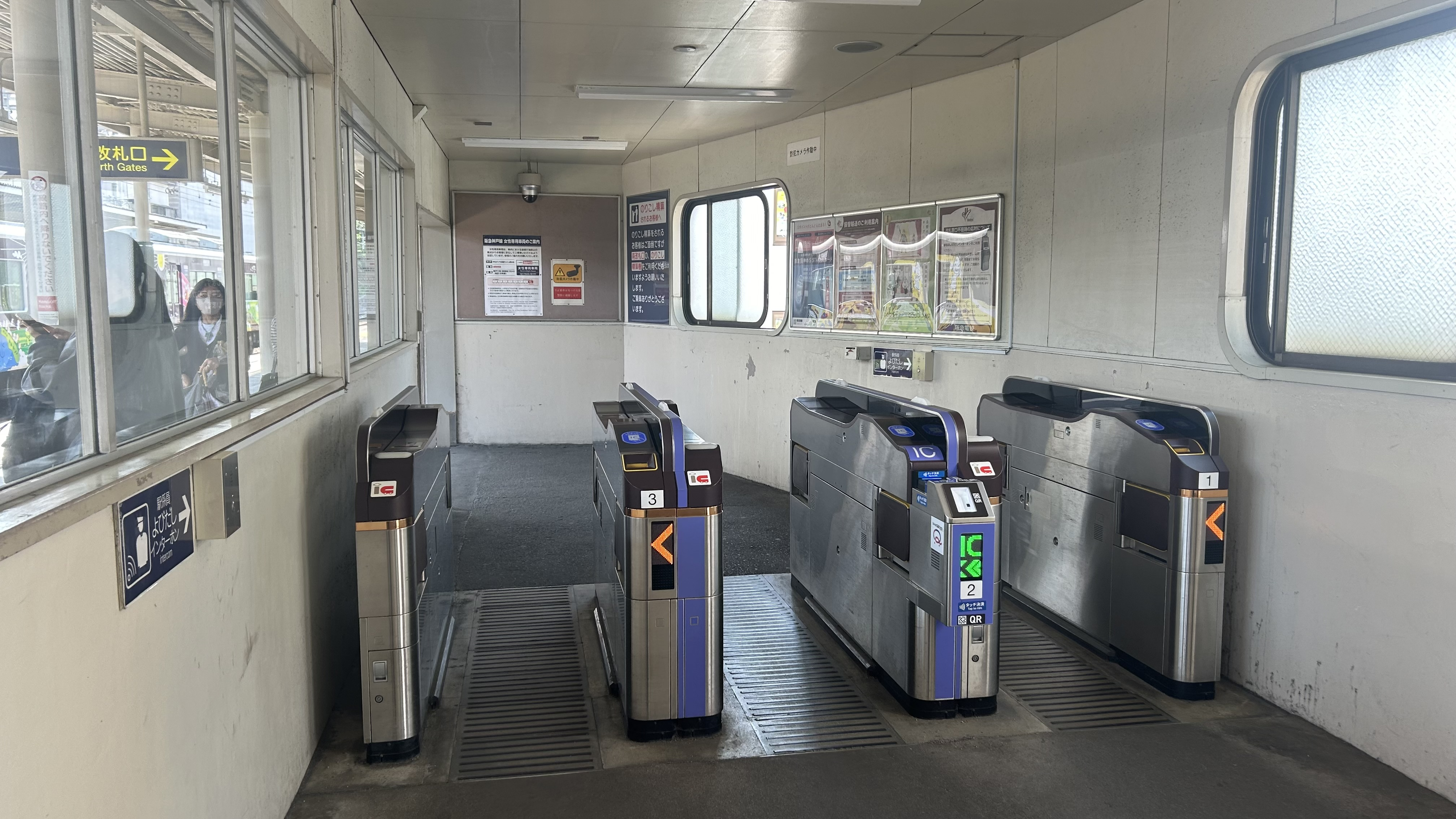
北檢票口
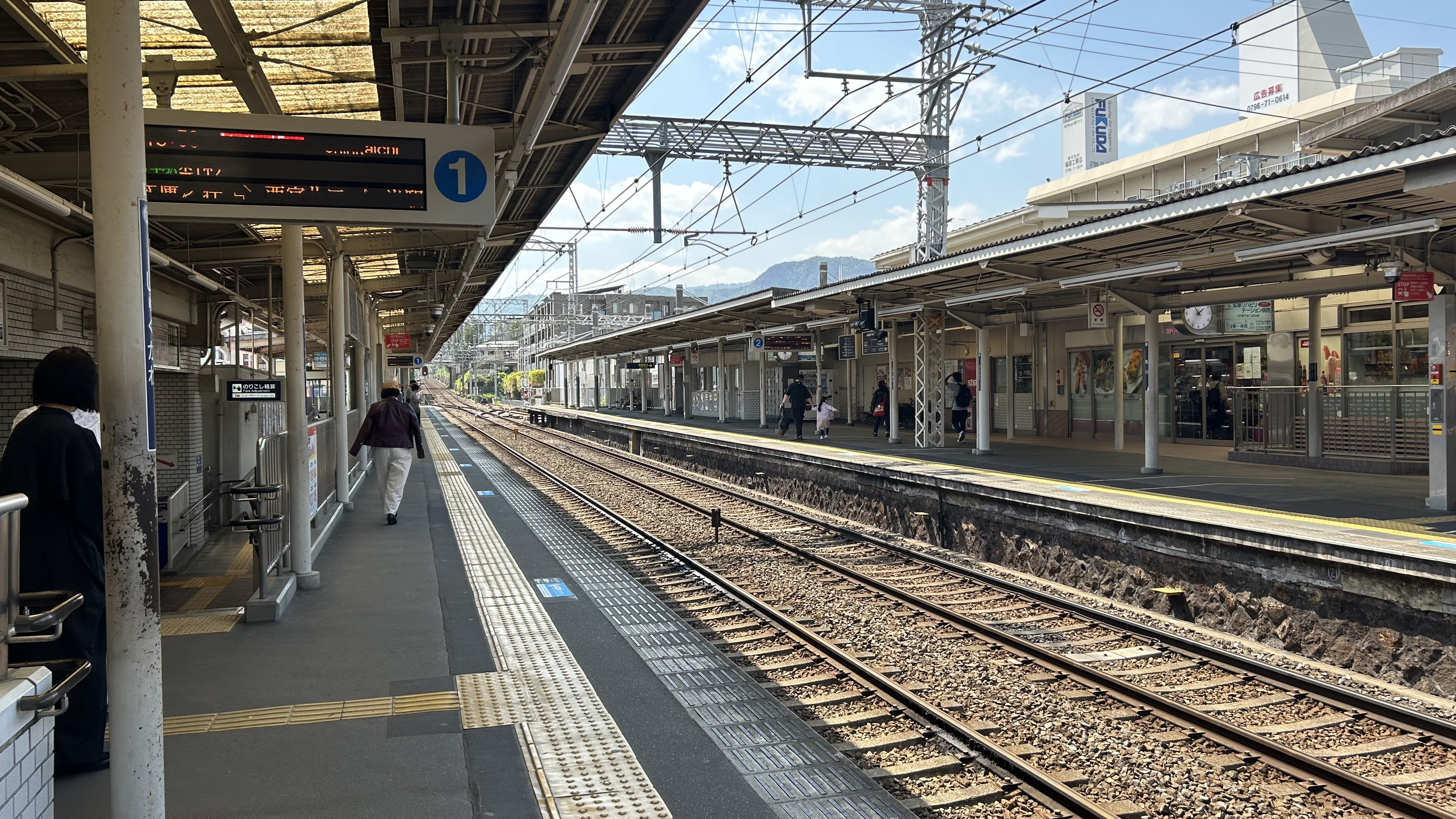
神戶本線月台
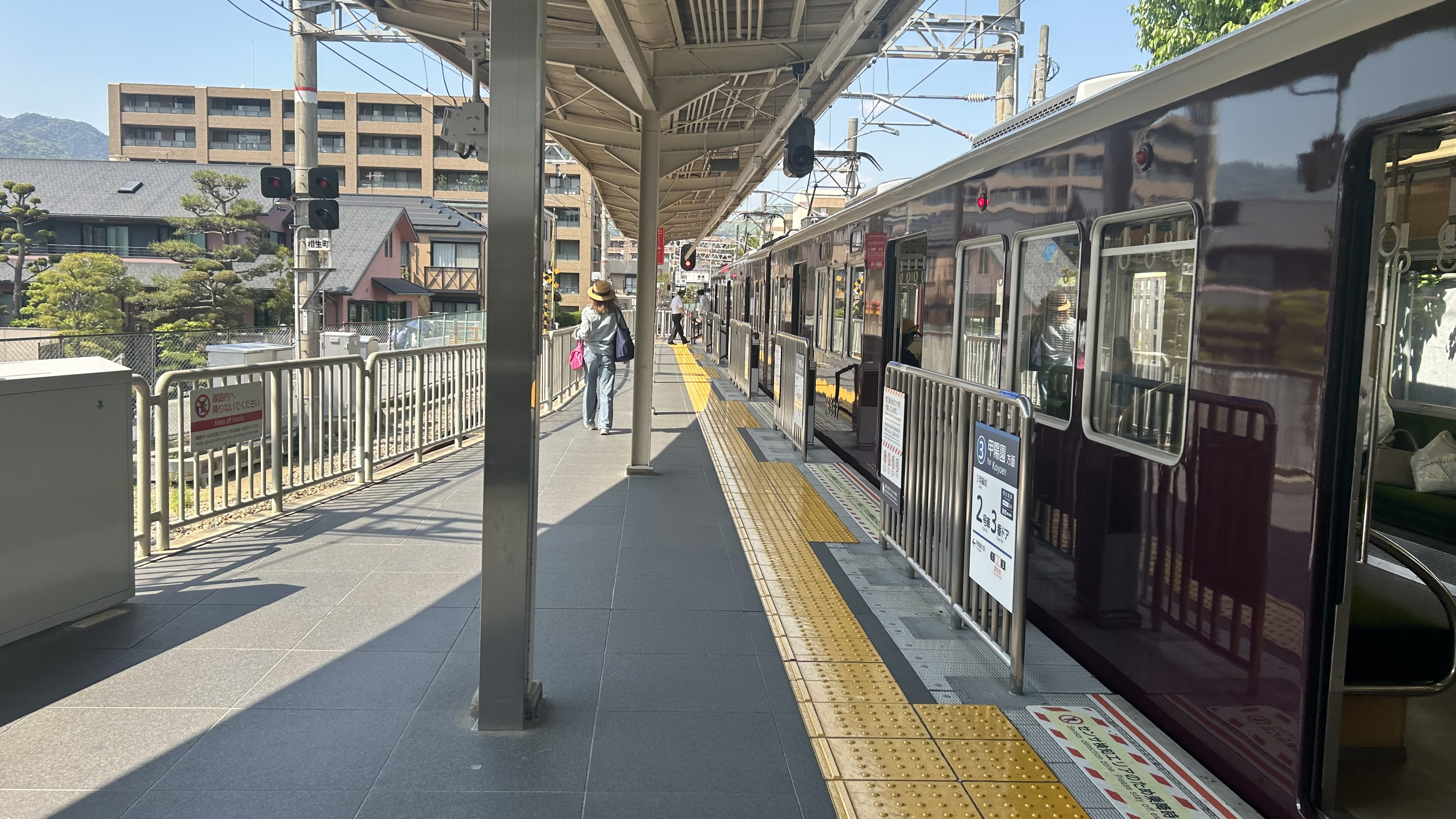
甲陽線月台
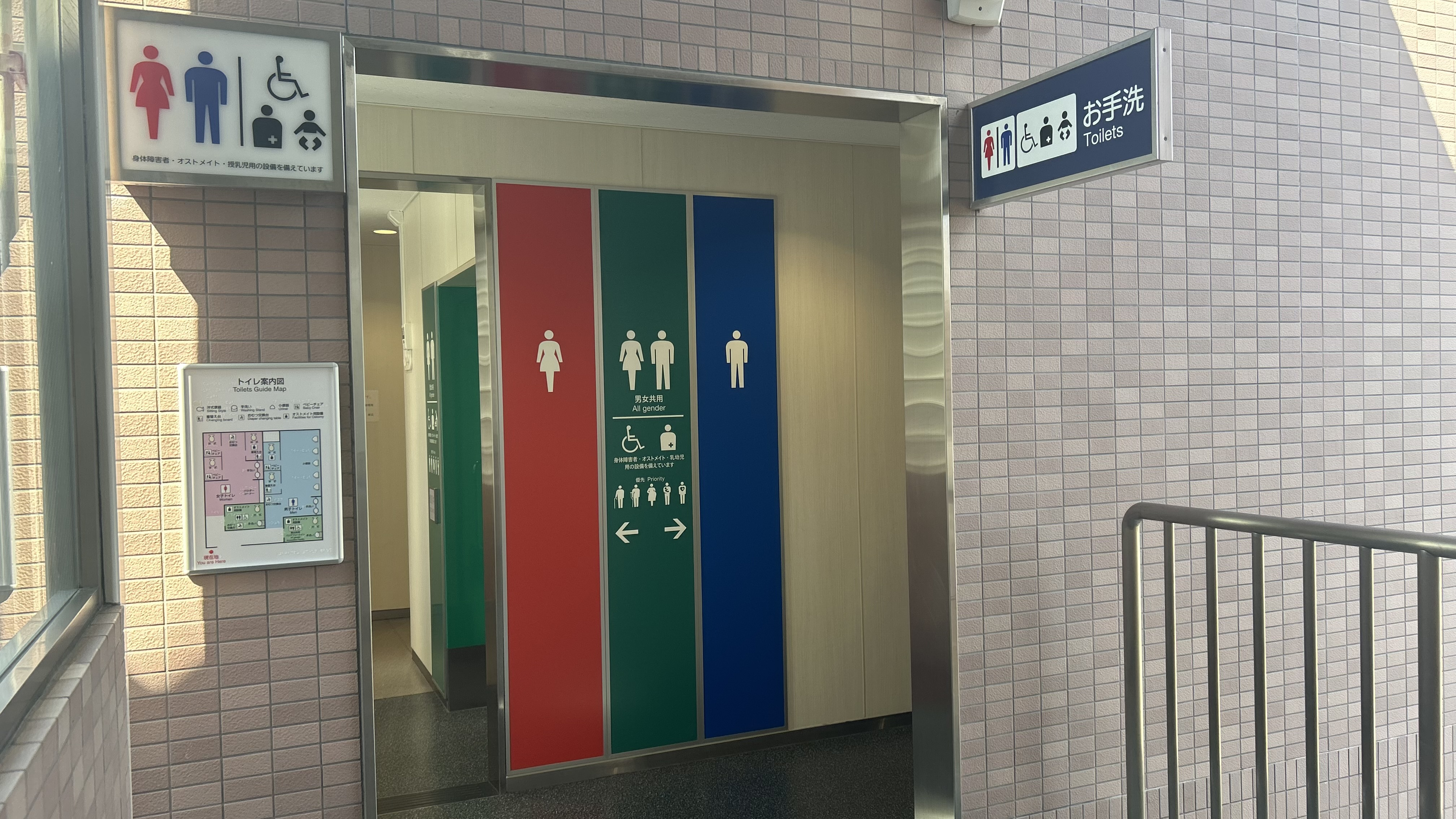
洗手間

## 使用狀況
- 2021年1日平均上下車人員為22,003人。阪急電鐵全線中排名第25位。
- 2019年的一年上車人次總數為6,254,000人[7]。

近年的1日平均上下車人次如下表。不含神戶本線和甲陽線之間的轉乘人次。
| 年次               | 平日限定 上下車人次 | 全年平均 上下車人次 | 上車人次    | 上車人次 | 上車人次 |
| 年次               | 平日限定 上下車人次 | 全年平均 上下車人次 | 平日+例假日 | 平日限定 | 全年平均 |
| ------------------ | ------------------- | ------------------- | ----------- | -------- | -------- |
| 2004年（平成16年） |                     |                     | 16,115      |          |          |
| 2005年（平成17年） |                     |                     | 16,548      |          |          |
| 2006年（平成18年） |                     |                     | 16,408      |          |          |
| 2007年（平成19年） | 29,354              |                     | 16,558      | 14,924   |          |
| 2008年（平成20年） | 28,905              |                     | 15,657      | 14,690   |          |
| 2009年（平成21年） | 29,170              |                     | 15,750      | 14,840   |          |
| 2010年（平成22年） | 29,281              |                     | 16,002      | 14,912   |          |
| 2011年（平成23年） | 29,620              |                     | 15,901      | 15,077   |          |
| 2012年（平成24年） | 29,874              |                     | 16,169      | 15,203   |          |
| 2013年（平成25年） | 29,748              |                     | 16,558      | 15,162   |          |
| 2014年（平成26年） | 29,891              |                     | 16,454      | 15,236   |          |
| 2015年（平成27年） | 29,836              |                     | 16,477      | 15,174   |          |
| 2016年（平成28年） | －                  | 27,299              | 16,945      | －       | 13,820   |
| 2017年（平成29年） | －                  | 27,485              |             | －       | －       |
| 2018年（平成30年） | －                  | 27,263              | 16,860      | －       | －       |
| 2019年（令和元年） | －                  | 27,345              | 17,134      | －       | －       |
| 2020年（令和2年）  |                     | 20,465              |             |          |          |
| 2021年（令和3年）  |                     | 22,003              |             |          |          |

## 車站周邊

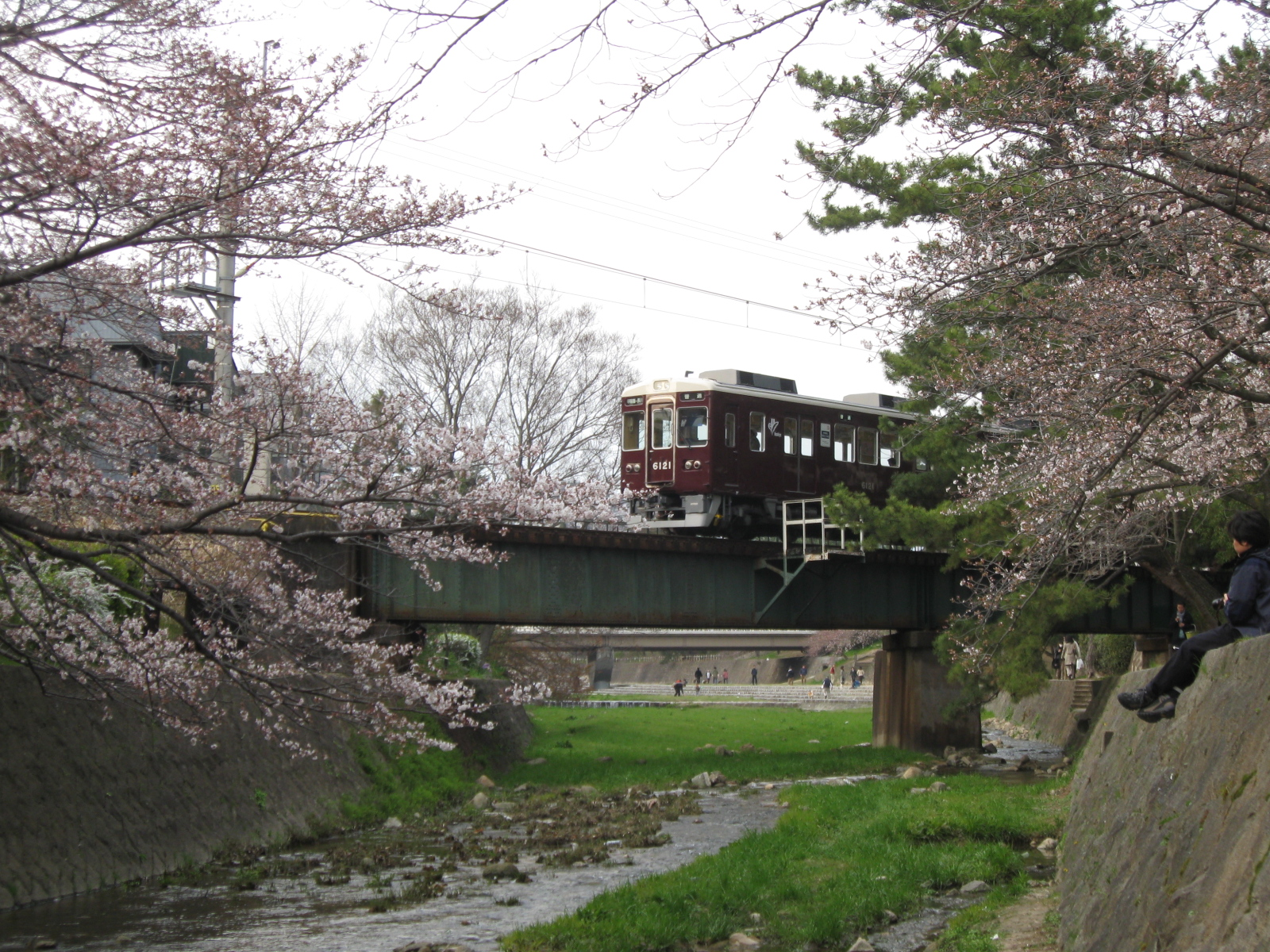
夙川與阪急列車

車站周邊為阪神間中首屈一指的高級住宅區。特別是車站西北方豪宅林立，環境良好。
本站到蘆屋一帶，有許多麵包店及西洋點心店。
- 夙川 - 車站南方有水位觀測所。
- 夙川公園
- 夙川櫻花道
- 夙川Oasis Road
- 天主教夙川教會[2]
- 夙川Green Town
- 西宮市立夙川公民館
- 夙川延命地藏 - 在夙川公民館旁邊。
- 夙川水位觀測所 - 兵庫縣設置的河川水位觀測所。在片鉾橋的旁邊。
- 西宮夙川郵局
- 西宮御茶家所郵局
- 辰馬考古資料館
- 大手前大學（櫻花夙川校區）
  - 大手前藝術中心
- 西日本旅客鐵道（JR西日本）東海道本線（JR神戶線） 櫻花夙川站
- 阪神本線 香櫨園站
- 山手幹線

### 公車路線
| 公車站牌         | 系統           | 目的地          | 主要行經地                                                              | 備註                   | 營運公司       |
| ---------------- | -------------- | --------------- | ----------------------------------------------------------------------- | ---------------------- | -------------- |
| 阪急夙川 1號月台 | 1              | 五池            | 柏堂町・鷲林寺・西宮甲山高校前・甲山墓園前・甲山大師                    | 例假日只有行駛一班次   | 阪急巴士       |
| 阪急夙川 1號月台 | 1              | 甲山墓園前      | 柏堂町・鷲林寺・西宮甲山高校前                                          |                        | 阪急巴士       |
| 阪急夙川 1號月台 | 1              | 西宮北口        | JR櫻花夙川・西宮戎・JR西宮                                              |                        | 阪急巴士       |
| 阪急夙川 1號月台 | 1              | JR西宮          | JR櫻花夙川・西宮                                                        |                        | 阪急巴士       |
| 阪急夙川 1號月台 | 2              | 西宮甲山 高校前 | 柏堂町・鷲林寺・甲山墓園前                                              | 部分班次只到甲山墓園前 | 阪急巴士       |
| 阪急夙川 1號月台 | 2              | 西宮北口        | JR櫻花夙川・西宮戎・JR西宮                                              |                        | 阪急巴士       |
| 阪急夙川 1號月台 | 3              | 劍谷            | 柏堂町                                                                  |                        | 阪急巴士       |
| 阪急夙川 1號月台 | 3              | JR櫻花夙川      |                                                                         |                        | 阪急巴士       |
| 阪急夙川 1號月台 | 6              | JR西宮          | 阪神香櫨園・阪神西宮站東                                                | 例假日只有行駛一班次   | 阪急巴士       |
| 阪急夙川 1號月台 | 7              | 西宮北口        | JR櫻花夙川・西宮戎・江上町・JR西宮站北                                  | 例假日只有行駛一班次   | 阪急巴士       |
| 阪急夙川 1號月台 | 櫻花 山並 巴士 | 名來            | 柏堂町・西宮甲山高校前・有馬溫泉・堇台                                  |                        | 阪急巴士       |
| 阪急夙川 1號月台 | 櫻花 山並 巴士 | 山口營業所前    | 柏堂町・西宮甲山高校前・下山口・北六甲台・西宮北交流道                  |                        | 阪急巴士       |
| 阪急夙川 1號月台 | 櫻花 山並 巴士 | 西宮北口        | JR櫻花夙川・西宮戎・JR西宮                                              |                        | 阪急巴士       |
| 阪急夙川 1號月台 | 櫻花 山並 巴士 | 西宮戎          | JR櫻花夙川                                                              |                        | 阪急巴士       |
| 阪急夙川 1號月台 | 7              | 新甲陽          | 柏堂町・鷲林寺・西宮甲山高校前・甲山墓園前 甲山大師・縣立甲山森林公園前 | 夜間只有行駛兩班次     | 阪神巴士       |
| 阪急夙川 2號月台 | 4              | 苦樂園          | 老松町・日出橋                                                          |                        | 阪急巴士       |
| 阪急夙川 2號月台 | 11             | 蘆屋濱 營業所前 | 苦樂園・日出橋・JR蘆屋・阪神蘆屋・潮見町・若葉町                        |                        | 阪急巴士       |
| 阪急夙川 2號月台 | 13             | 蘆屋濱 營業所前 | 苦樂園・日出橋・JR蘆屋・阪急蘆屋川・阪神蘆屋・潮見町・若葉町            |                        | 阪急巴士       |
| 夙川 Green Town  | 12             | JR甲南山手      | 翠丘・JR蘆屋站北側                                                      |                        | みなと觀光巴士 |

## 相鄰車站
阪急電鐵
 神戶本線
■特急、■通勤特急、■快速急行
西宮北口（HK-08）－夙川（HK-09）－岡本（HK-11）
■急行、■通勤急行、■普通
西宮北口（HK-08）－夙川（HK-09）－蘆屋川（HK-10）

 甲陽線
夙川（HK-09）－苦樂園口（HK-29）

## 外部連結
- 夙川 - 阪急電鐵